# Roy A. Taylor

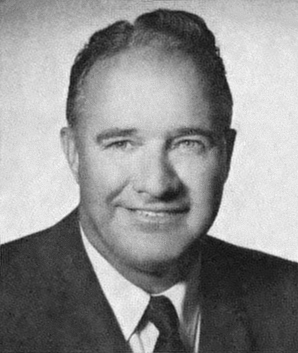
Roy A. Taylor (1973)

Roy Arthur Taylor (* 31. Januar 1910 in Vader, Lewis County, Washington; † 28. November 1995 in Black Mountain, North Carolina) war ein US-amerikanischer Politiker. Zwischen 1960 und 1977 vertrat er den Bundesstaat North Carolina im US-Repräsentantenhaus.

## Werdegang
Roy Taylor besuchte bis 1929 das Asheville-Biltmore College in North Carolina und danach bis 1931 das Maryville College in Tennessee. Nach einem anschließenden Jurastudium an der Asheville University und seiner Zulassung als Rechtsanwalt begann er ab 1936 in diesem Beruf zu arbeiten. Während des Zweiten Weltkrieges diente Taylor in der United States Navy. Nach dem Krieg schlug er als Mitglied der Demokratischen Partei eine politische Laufbahn ein. Zwischen 1947 und 1949 sowie nochmals von 1951 bis 1953 war er Abgeordneter im Repräsentantenhaus von North Carolina.
Nach dem Tod des Abgeordneten David McKee Hall wurde Taylor bei der fälligen Nachwahl für den zwölften Sitz von North Carolina als dessen Nachfolger in das US-Repräsentantenhaus in Washington, D.C. gewählt, wo er am 25. Juni 1960 sein neues Mandat antrat. Nach acht Wiederwahlen konnte er bis zum 3. Januar 1977 im Kongress verbleiben. Seit 1963 vertrat er dort als Nachfolger von Basil Lee Whitener den elften Distrikt seines Staates. Seine Zeit als Kongressabgeordneter war von den Ereignissen der Bürgerrechtsbewegung und des Vietnamkrieges bestimmt. Im Jahr 1974 erschütterte die Watergate-Affäre die Innenpolitik der Vereinigten Staaten. Zwischen 1961 und 1971 wurden der 23., der 24., der 25. und der 26. Verfassungszusatz ratifiziert.
Im Jahr 1976 verzichtete Roy Taylor auf eine erneute Kongresskandidatur. Nach seinem Ausscheiden aus dem US-Repräsentantenhaus zog er sich aus der Politik zurück. Er starb am 28. November 1995 in Black Mountain.